# Péri-implantite

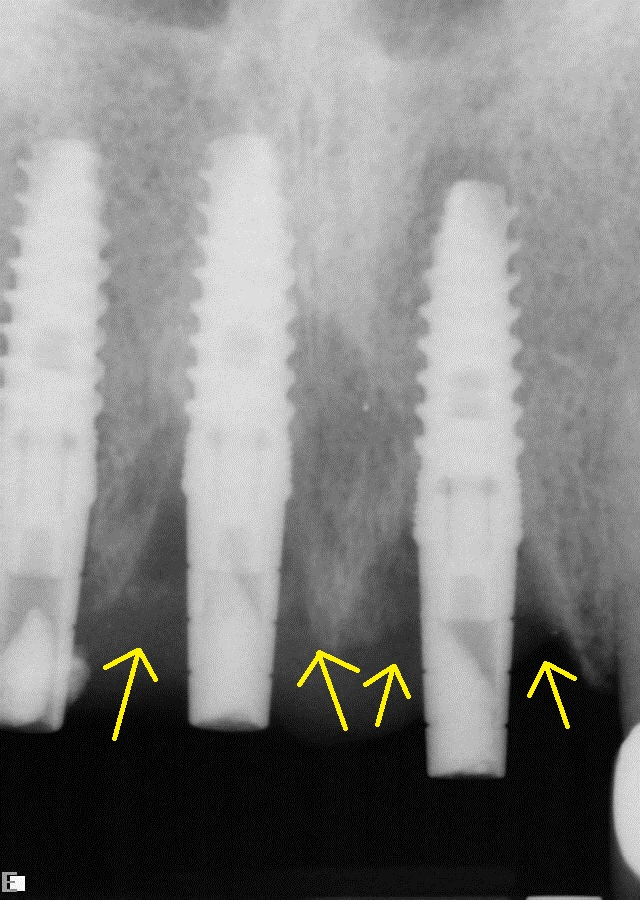
Image à rayons-X montrant des implants dentaires (zircone) pouvant entraîner une réaction inflammatoire.

La péri-implantite est la perte progressive de l'os péri-implantaire à la suite d'une réaction inflammatoire.

## Implantologie dentaire et péri-implantite
Le risque de péri-implantite est accru lors de la mise en place d'un implant dentaire. La réaction inflammatoire pouvant survenir à la suite du déséquilibre de l'environnement intra-oral induit cette perte osseuse.
Il s'agit de la principale source de complications à moyen et long terme des implants dentaires. Selon l'étude Roos-Jansåcker ayant suivi un échantillon de patients, une péri-implantite apparaît dans 16 % des cas de mucosité chez ces derniers (48 % des patients) après 9 à 14 années d'implantation,.
Le risque de péri-implantite est diminué lorsque toute prolifération et/ou colonisation  bactérienne est évitée au niveau de la partie transmuqueuse du site implantaire.
Les fabricants d'implants dentaires utilisent de plus en plus des  céramiques techniques telles que la zircone Y-TZP pour pallier l'apparition des bactéries pathogènes.
Une étude de 2009 par Wilson TG Jr (2009) affirme que 25 % des prothèses scellées présentent des excès de ciment, 81 % des péri-implantites seraient dues à ces excès et qu'après le retrait des excès et nettoyage, 74 % de ces implants ne présentent plus de signe de péri-implantite.